# Dielocroce ephemera
Dielocroce ephemera là một loài côn trùng trong họ Nemopteridae thuộc bộ Neuroptera. Loài này được Gerstaecker miêu tả năm 1894.